# Supercoppa svizzera 2022 (pallavolo femminile)
La Supercoppa svizzera 2022 si è svolta il 16 ottobre 2022: al torneo hanno partecipato due squadre di club svizzere e la vittoria finale è andata per la quarta volta, la seconda consecutiva, al Neuchâtel.

## Regolamento
Le squadre hanno disputato una gara unica.

## Squadre partecipanti
| Squadra       | Qualificazione                       |
| ------------- | ------------------------------------ |
| Neuchâtel     | Vincitrice Lega Nazionale A 2021-22  |
| Volero Zurigo | Vincitrice Coppa di Svizzera 2021-22 |

## Torneo
| 16 ottobre 2022 Arena Mobilière, Muri bei Bern Durata: 1h:38 - Spettatori: 1 200 | Neuchâtel | 3 - 1 | Volero Zurigo | 25-22, 18-25, 25-13, 25-17 |